# 桑加蒙河

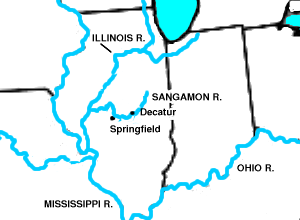
桑加蒙河流域

桑加蒙河（英語：Sangamon River）是伊利诺伊河的一个支流，其流域在美国伊利诺伊州中部，源出尚佩恩县西北部，流向西南，绕迪凯特后西转至州首府斯普林菲尔德，复向北、西流，在比尔兹敦以北汇入伊利诺伊河。全长250英里。